# Sándor Eckschmiedt
Sándor Eckschmiedt (* 25. Oktober 1938 in Budapest; † 12. August 2023) war ein ungarischer Hammerwerfer.
Bei den Europameisterschaften 1962 in Belgrad und bei den Olympischen Spielen 1964 in Tokio wurde er jeweils Elfter.
Einem siebten Platz bei den Europameisterschaften 1966 in Budapest folgte ein fünfter Platz bei den Olympischen Spielen 1968 in Mexiko-Stadt.
1969 wurde er bei den Europameisterschaften in Athen Siebter und 1971 bei den Europameisterschaften in Helsinki und 1972 bei den Olympischen Spielen in München jeweils Sechster.
1972 wurde er Ungarischer Meister. Seine persönliche Bestleistung von 71,96 m stellte er am 3. Juni 1972 in Mainz auf.